# Гансвурст

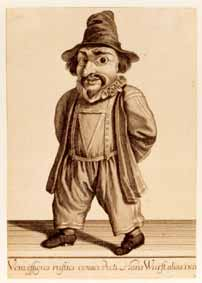
Гансвурст. Рисунок неизвестного автора. XIX век. Немецкий театральный музей

Га́нсвурст, Ганс Вурст (нем. Hanswurst, Hans Wurst, от имени Hans и слова Wurst — колбаса) — комический персонаж немецкого и австрийского народного театра. Впервые появившись в фастнахтшпилях XVI века, пережил взлёт популярности в начале XVIII века благодаря венскому актёру Йозефу Страницкому, а в конце того же века практически исчез со сцены.

## История
Вероятно, имя «Ганс Вурст» в значении «дурак», «простак» употреблялось ещё в XV веке.
В литературе оно впервые встречается в сатирической поэме «Корабль дураков» Себастьяна Бранта, в издании 1519 года (в первом издании 1494 года персонаж именовался Hans Mist). Позднее, в 1541 году, в своём памфлете «Против Ганса Вурста» (Wider Hans Worst) Мартин Лютер писал:

… словечко это — «Ганс Вурст» — не моё и не мной придумано: так люди прозвали неотёсанных болванов, которые тщатся блеснуть умом, хотя ни в словах их, ни в делах нет ни складу ни ладу.
Оригинальный текст (нем.)...dies Wort Hans Worst nicht mein ist noch von mir erfunden, sondern von andern Leuten gebraucht wider die groben Tölpel, so klug sein wollen, doch ungereimt und ungeschickt zur Sachen reden und tun.

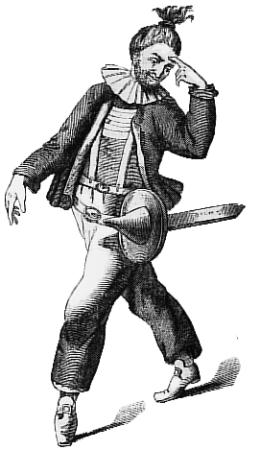
Йозеф Страницкий в образе Гансвурста

Как театральный персонаж Гансвурст впервые появился в фастнахтшпилях XVI века, в том числе у Пауля Пробста и Ганса Сакса. Его имя (вначале писавшееся раздельно, затем слитно) ассоциировалось с названием традиционного немецкого кушанья — колбасы. Б. П. Голдовский указывает, что подобные «гастрономические» имена бытовали в то время в разных странах: так, в Англии имелся Джек Пудинг, во Франции — Жан Поташ, в Голландии — Маринованная Селёдка, и т. п.
Постепенно сложились два разных типа этого персонажа: один — хитрый и ловкий, другой — медлительный и неуклюжий. Затем образ Ганса Вурста подвергся влиянию итальянской комедии дель арте: в частности, он позаимствовал некоторые черты Арлекина.
Позднее, в XVII веке, Гансвурст стал популярным героем комических интермедий, служивших для объединения разных частей представлений бродячих трупп. Он приобрёл устойчивые черты немецкого простолюдина, обжоры и хитреца, забияки и вместе с тем труса. По ходу действия персонаж постоянно обращался к публике, импровизировал, сыпал грубоватыми шутками. 

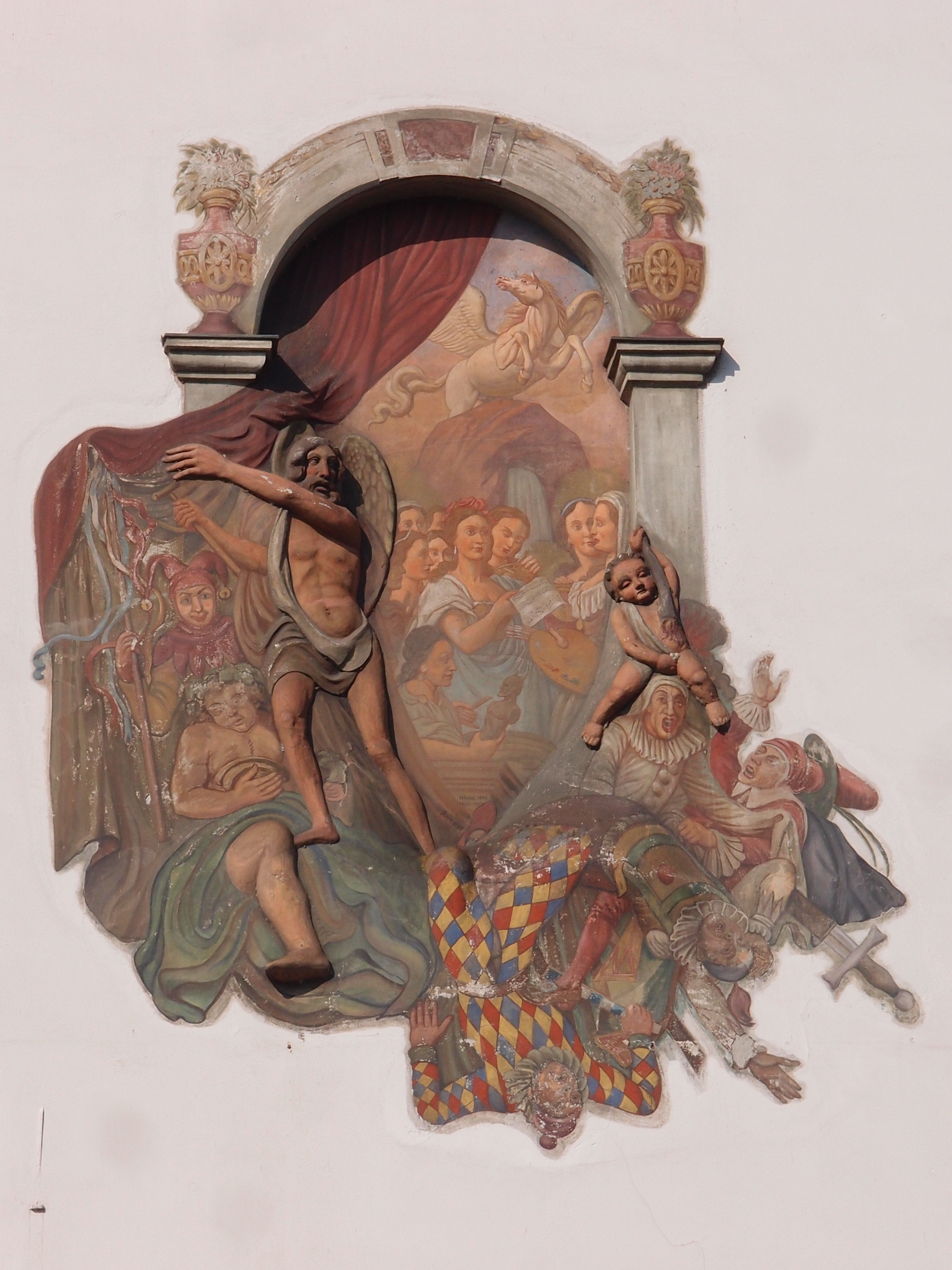
«Изгнание Гансвурста из театра». Панно в театре Констанца.

В австрийском театре шут и комический герой Гансвурст также был известен с XVI века. Последний взлёт популярности он пережил в творчестве венского актёра Йозефа Страницкого, который создал забавную куклу, похожую на зальцбургского крестьянина и говорящую на диалекте, одетую в пёструю одежду и с ранцем в виде колбасы за спиной. По характеристике Б. П. Голдовского, Гансвурст Страницкого был «без меры чувственен, даже похотлив, изумительно прожорлив, совершенно раскован и свободен».
В XVIII веке писатель Иоганн Кристоф Готшед и актриса Каролина Нойбер боролись против представлений с участием Гансвурста, полагая, что они формируют у зрителя чересчур примитивный вкус. В 1737 году Нойбер даже устроила в своём лейпцигском театре драматизированный суд над Гансвурстом, в ходе которого изображавшее его чучело подвергалось сожжению. Вместе с тем Лессинг возражал против попыток изгнать Гансвурста из театра, видя в этом отрыв от национальных традиций. К персонажу Гансвурста проявляли интерес и другие немецкие писатели, в том числе Гёте, устроивший в Веймарском дворце театр марионеток, где ставилась и его «Комедия о Гансвурсте» (Hanswursts Hochzeit oder Der Lauf der Welt).
В конце XVIII века Гансвурст окончательно исчез с немецкой сцены, однако его образ остался в сотнях литературных произведений. Некоторые его черты унаследовал русский Петрушка. В австрийском театре Гансвурст сохранял своё значение несколько дольше, однако в XIX веке ему на смену пришли такие комические персонажи, как Касперль и Штаберль. Тем не менее в XX веке образ Гансвурста, воплощающий, по мнению исследователей-фольклористов, австрийский национальный характер и дух Вены, вновь был популяризирован.